# Diagrama de cuerpo libre

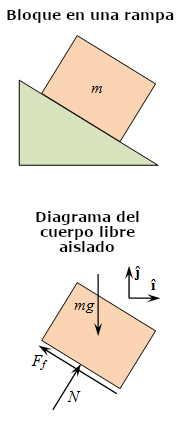
Bloque sobre un plano inclinado (arriba) y diagrama de cuerpo libre de ese mismo bloque (abajo)

El diagrama de cuerpo libre es la representación utilizada a menudo por físicos e ingenieros para analizar las fuerzas que actúan sobre un cuerpo libre.. al diagrama de cuerpo libre es un elemental caso particular de un diagrama de fuerzas. En español, se utiliza muy a menudo la expresión diagrama de fuerzas como equivalente a diagrama de cuerpo libre, aunque lo correcto sería hablar de diagrama de fuerzas sobre un cuerpo libre o diagrama de fuerzas de sistema aislado. Estos diagramas son una herramienta para descubrir las fuerzas desconocidas que aparecen en las ecuaciones del movimiento del cuerpo. El diagrama facilita la identificación de las fuerzas y momentos que deben tenerse en cuenta para la resolución del problema. También se emplean para el análisis de las fuerzas internas que actúan en estructuras.

## Elaboración
Un esquema del cuerpo en cuestión y de las fuerzas que actúan sobre él deben ser representadas como vectores. La elección del cuerpo es la primera decisión importante en la solución del problema. Por ejemplo, para encontrar las fuerzas que actúan sobre una bisagra o un alicate,es mejor analizar solo una de las dos partes, en lugar del sistema entero, representando la segunda mitad por las fuerzas que ejerce sobre la primera.

### Fuerzas internas desarrolladas en elementos estructurales
Para diseñar un elemento estructural o mecánico es necesario conocer la carga que actúa dentro de él para asegurarnos de que el material puede resistir esta carga. Las cargas internas pueden determinarse por el método de secciones, seccionando o cortando imaginariamente una sección perpendicular al eje de la viga. Las cargas internas que actúan sobre el elemento quedarán expuestas y se volverán externas en el diagrama de cuerpo libre de cada segmento.
- Los componentes de la fuerza (N) que actúa en perpendicular a la sección transversal se denomina fuerza normal.
- Los componentes de la fuerza (V) que es tangente a la sección transversal se llama fuerza cortante.
- El momento de par (M) se conoce como momento flector.[3]

### Lo que hay que incluir
El esquema del cuerpo debe llegar solo al nivel de detalle necesario. Un simple esbozo puede ser suficiente y en ocasiones, dependiendo del análisis que se quiera  realizar, puede bastar con un punto.
Todas las fuerzas externas se representan mediante vectores etiquetados de forma adecuada. Las flechas indican la dirección y magnitud de las fuerzas y, en la medida de lo posible, deberían situarse en el punto en que se aplican.
Solo se deben incluir las fuerzas que actúan sobre el objeto, ya sean de rozamiento, gravitatorias, normales, de arrastre o de contacto. Cuando se trabaja con un sistema de referencia no inercial, es apropiado incluir fuerzas ficticias como la centrífuga.
Se suele trabajar con el sistema de coordenadas más conveniente, para simplificar las ecuaciones. La dirección del eje x puede hacerse coincidir con la dirección de descenso de un plano inclinado, por ejemplo, y así la fuerza de rozamiento solo tiene componente en esa coordenada, mientras que la normal sigue el eje y. La fuerza gravitatoria, en este caso , tendrá componentes según los dos ejes, {\displaystyle mg\sin(\theta )\,} en el x y {\displaystyle mg\cos(\theta )\,} en el y, donde θ es el ángulo que forma el plano con la superficie horizontal. La mayoría de la gente lo confunde con muchos otros diagramas, casi siempre con el de caída pesada, para eso hay que estudiar bien ambos. PB.

### Lo que no hay que incluir
Las fuerzas que el cuerpo ejerce sobre otros cuerpos. Por ejemplo, si una pelota permanece en reposo sobre una mesa, la pelota ejerce una fuerza sobre esta, pero en el diagrama de cuerpo libre de la primera solo hay que incluir la fuerza que la mesa ejerce sobre ella.
También se excluyen las fuerzas internas, las que hacen que el cuerpo sea tratado como un único sólido. Por ejemplo, si se analiza las fuerzas que aparecen en los soportes de una estructura mecánica compleja, como el tablero de un puente.

### Suposiciones
El diagrama de cuerpo libre refleja todas las suposiciones y simplificaciones que se han hecho para analizar el problema. Si el cuerpo en cuestión es un satélite en órbita y lo primordial que se desea es encontrar su velocidad, un punto puede ser la mejor opción.
Los vectores deben colocarse y etiquetarse con cuidado para evitar suposiciones que condicionen el resultado. En el diagrama ejemplo de esta entrada, la situación exacta de la fuerza normal resultante que la rampa ejerce sobre el bloque solo puede encontrarse después de analizar el movimiento o de asumir que se encuentra en equilibrio.

## Ejemplo
El diagrama de cuerpo libre del bloque sobre el plano inclinado es una aplicación sencilla de estos principios: 
- Todos los soportes y estructuras se han sustituido por las fuerzas que ejercen sobre el bloque:
  - mg: peso del bloque.
  - N: Fuerza normal del plano sobre el bloque.
  - Ff: fuerza de rozamiento entre el bloque y el plano.
- Los vectores muestran la dirección y el punto de aplicación.
- Se acompaña del sistema de referencia que se ha usado para describir los vectores.